# Баки
Баки (باقى) је било песничко име османско-турског песника Махмуда Абдулбакија (محمود عبدالباقى) (1526-1600). Сматра се једним од  песника који су највише допринели турској и азербејџанској књижевности. Баки је постао познат и као "султан песника".

## Биографија
Баки је рођен у сиромашној породици у Цариграду. Његов отац је био мујезин у Фатих џамији. Породица је хтела да он постане произвођач запрега, али он није ишао на посао већ у исламску школу. На крају, његова породица му је дозволила и да формално похађа школу. Био је јако добар ученик и похађао часове јако познатих учитеља у то време. Тада је његов песнички таленат почео да се развија и био је под утицајем песника Затија. Након завршене школе, радио је као учитељ, али је његова популарност све више расла, да би чак постао и кадија. Умро је у Истанбулу 1600. године.
Баки је често радио у османској палати, посебно у време Сулејмана I, са којим је био у добрим односима. Током владавине Селима II  и Мурата III, остао је близак палати и управи.

## Дела
Баки је живео у златно доба Османског царства и то је јако утицало на његову поезију. Љубав, врлина живљења и природа су примарни субјекти у његовим песмама. Написао је релативно мало дела током живота. Његово најпознатије дело је Mersiye-i Hazret-i Süleymân Hân, међу најпознатијим елегијским делима у турској књижевности.